# Фиђино Серенца
Фиђино Серенца (итал. Figino Serenza) је насеље у Италији у округу Комо, региону Ломбардија.
Према процени из 2011. у насељу је живело 4610 становника. Насеље се налази на надморској висини од 310 м.

## Становништво
Према резултатима пописа становништва 2011. у општини је живело 5.226 становника.
| 1936. | 1951. | 1961. | 1971. | 1981. | 1991. | 2001. | 2011. |
| ----- | ----- | ----- | ----- | ----- | ----- | ----- | ----- |
| 2.156 | 2.416 | 2.874 | 3.521 | 4.068 | 4.522 | 4.636 | 5.226 |